# 六朝松
32°03′32″N 118°47′11″E / 32.0589°N 118.7865°E

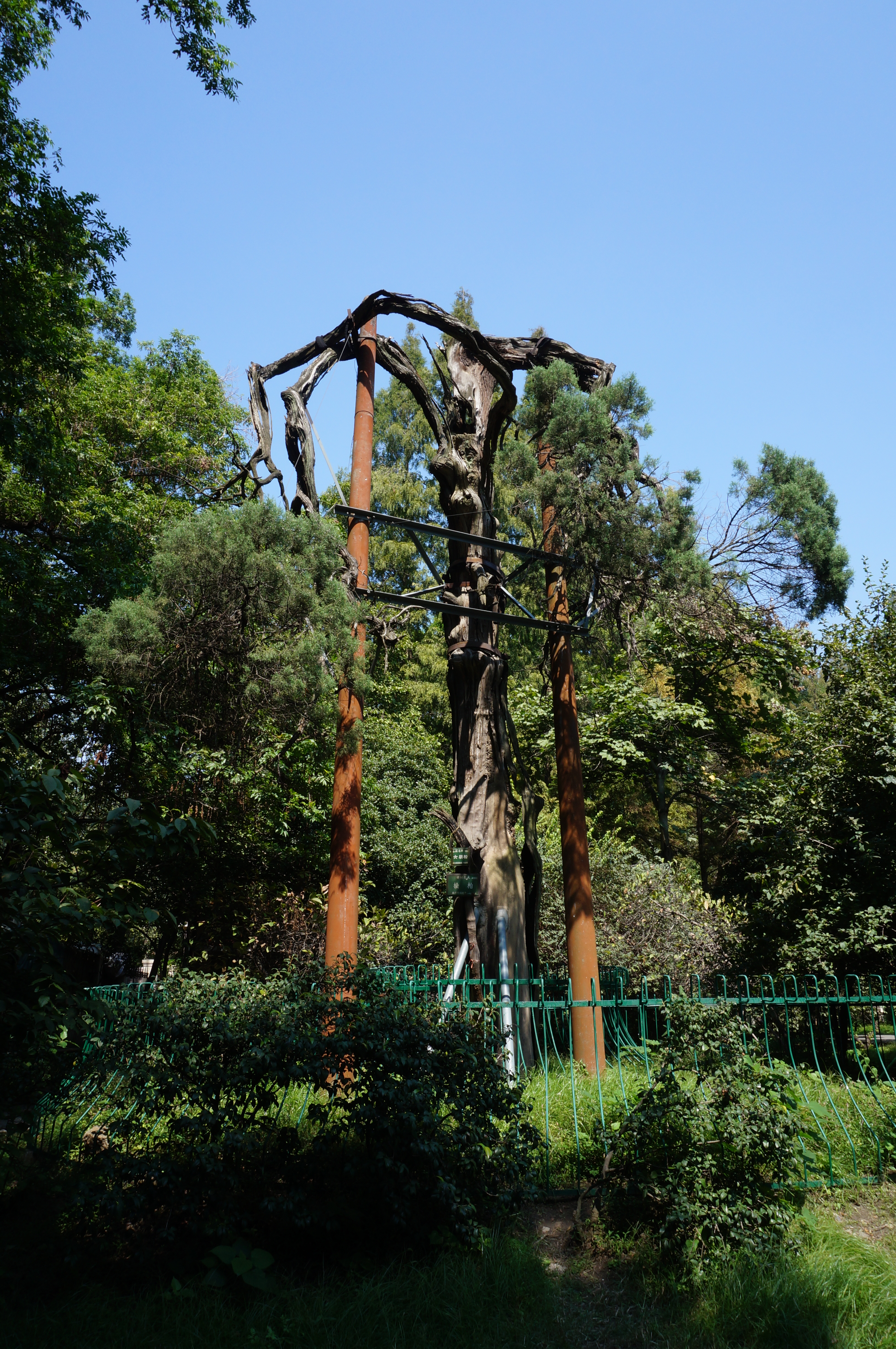
六朝松，2013年10月。

六朝松是中华人民共和国江苏省南京市玄武区东南大学四牌楼校园西北角梅庵屋前的一株桧柏，讹传为“松”，传说是1500多年前六朝时代梁武帝亲手种植的遗物，因此而得名。六朝建康的城邑宫苑被隋军全部平毁，此后南京又遭受了太平天国、抗日战争等多次兵灾，而这棵柏树却经历多次兵燓幸存至今。明朝时在这株六朝松所在的南朝宫苑旧址上建立起南京国子监，清朝末年又在明代国子监旧址上又建立了两江师范学堂，成为后来国立中央大学的滥觞。因此六朝松被认为是南京文脉流传千年、历经丧乱而不息的象征，是国立中央大学和东南大学的精神图腾。